# Benjamín Aceval (distrito)

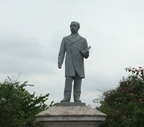
Monumento de Benjamín Aceval

Benjamín Aceval é um distrito do Paraguai, no departamento de Presidente Hayes.  Possui uma população de 16.248 habitantes. Sua economia é baseada na agropecuária.

## Toponímia
Possui o nome do diplomata paraguaio Benjamín Aceval, que levou documentos ao presidente estadunidense Rutherford B. Hayes, que deu a decisão arbitral (Laudo Hayes) a favor do Paraguai em relação ao Chaco Boreal após a Guerra da Tríplice Aliança.

## Transporte
O município de Benjamín Aceval é servido pelas seguintes rodovias:
- Caminho em terra ligando o município a cidade de Teniente Esteban Martínez
- Caminho em terra ligando o município a cidade de Villa Hayes
- Ruta 09, que liga a cidade de Assunção a Ruta 06 da Bolívia (Boyuibe, Santa Cruz)[2][3]